# 洪卡足球俱樂部
洪卡足球俱樂部（芬蘭語：FC Honka）是位于芬蘭埃斯波的足球俱樂部，成立于1975年。球隊在2023年时參加芬蘭足球超級聯賽的賽事。
2023年11月，经营该足球俱乐部的后台公司宣布破产，因此该俱乐部将不参加2024年的芬超联赛。与该俱乐部相关的注册协会宣布接管其预备队在芬兰足球乙级联赛的参赛事宜。

## 成就
- 芬蘭足球超級聯賽亚军：3次（2008，2009，2013）
- 芬兰杯冠军：1次（2012）
- 芬兰杯亚军：3次（1969，2007，2008）
- 芬蘭聯賽盃冠军：2次（2010，2011）

## 外部連結
- 官方网站  （文）